# Peter Owen
Peter Owen (* vor 1982) ist ein britischer Maskenbildner und Perückenmacher, der mit einem Oscar ausgezeichnet wurde.

## Karriere
Peter Owen studierte an der University of Bristol und erhielt im Jahr 2004 eine Ehrenauszeichnung.
Seine Karriere beim Film begann im Jahr 1982 bei dem Film Der Kontrakt des Zeichners, als er für die Herstellung der Perücken verantwortlich war. Neben dieser Tätigkeit war er bei diversen Filmen auch für das Make-up zuständig, wie zum Beispiel bei den Filmen The Grotesque oder Sleepy Hollow. Seit 1996 war er regelmäßig für die Perücken einzelner Stars verantwortlich. So fertigte er für John Malkovich zu den Filmen Mary Reilly, The Unhold, Shadow of the Vampire und Klimt die zweite Haarpracht an oder war für die Frisur verantwortlich. Weitere Stars waren Ralph Fiennes in Ein Hauch von Sonnenschein, Nicole Kidman beim Film The Others, Michelle Pfeiffer in Tausend Morgen und Aus nächster Nähe sowie Julianne Moore in Wilde Unschuld.
Für seine künstlerischen Leistungen bei dem Film Der Herr der Ringe: Die Gefährten erhielt Owen bei der Oscarverleihung 2002 in der Kategorie Bestes Make-up und beste Frisuren einen Oscar und bei den British Academy Film Awards 2002 einen BAFTA-Award in der Kategorie Beste Maske. Für die beiden Fortsetzungen erhielt Owen in den darauffolgenden Jahren zwei weitere Nominierungen bei den BAFTA-Awards, wobei die Auszeichnungen diesmal an die Konkurrenten gingen. Seine letzte BAFTA-Award-Nominierung erhielt er 2006 für seine Tätigkeit in Tim Burtons Charlie und die Schokoladenfabrik.

## Filmografie (Auswahl)
- 1982: Der Kontrakt des Zeichners (The Draughtsman’s Contract)
- 1988: Gefährliche Liebschaften (Dangerous Liaisons)
- 1988: Zwei Welten (A World Apart)
- 1991: Amerikanische Freundinnen (American Friends)
- 1993: Philadelphia
- 1993: Zeit der Unschuld (The Age of Innocence)
- 1994: Betty und ihre Schwestern (Little Woman)
- 1994: Wolf – Das Tier im Manne (Wolf)
- 1995: The Grotesque
- 1996: Marvins Töchter (Marvin’s Room)
- 1996: Der Unhold (The Ogre)
- 1996: Portrait of a Lady
- 1996: Nach eigenen Regeln (Mulholland Falls)
- 1996: The Birdcage – Ein Paradies für schrille Vögel (The Birdcage)
- 1996: Aus nächster Nähe (Up Close & Personal)
- 1996: Mary Reilly
- 1997: Oscar und Lucinda (Oscar and Lucinda)
- 1997: Projekt: Peacemaker (The Peacemaker)
- 1997: Tausend Morgen (A Thousand Acres)
- 1998: Menschenkind (Beloved)
- 1998: Fast Helden (Almost Heroes)
- 1999: Sleepy Hollow
- 1999: Onegin – Eine Liebe in St. Petersburg (Onegin)
- 1999: Ein Hauch von Sonnenschein (The Taste of Sunshine)
- 2000: Chocolat – Ein kleiner Biss genügt (Chocolat)
- 2000: Shadow of the Vampire
- 2001: Zoolander
- 2001: Birthday Girl
- 2001: The Others
- 2001: Der Herr der Ringe: Die Gefährten (The Lord of the Rings: The Fellowship of the Ring)
- 2002: Der Herr der Ringe: Die zwei Türme (The Lord of the Rings: The Two Towers)
- 2002: The Hours – Von Ewigkeit zu Ewigkeit (The Hours)
- 2003: Der Herr der Ringe: Die Rückkehr des Königs (The Lord of the Rings: The Return of the King)
- 2003: Kill Bill – Volume 1 (Kill Bill: Vol. 1)
- 2004: Kill Bill – Volume 2 (Kill Bill: Vol. 2)
- 2004: La mala educación – Schlechte Erziehung (La mala educación)
- 2004: Vergiss mein nicht! (Eternal Sunshine of the Spotless Mind)
- 2004: Lemony Snicket – Rätselhafte Ereignisse (Lemony Snicket’s A Series Of Unfortunate Events)
- 2005: Charlie und die Schokoladenfabrik (Charlie and the Chocolate Factory)
- 2006: Goyas Geister (Los fantasmas de Goya)
- 2006: Klimt
- 2007: Wilde Unschuld (Savage Grace)
- 2008: Der Vorleser (The Reader)
- 2008: Die Schwester der Königin (The Other Boleyn Girl)
- 2010: Kampf der Titanen (Clash of the Titans)
- 2011: Trespass
- 2011: Zwei an einem Tag (One Day)
- 2014: Paddington
- 2015: The Lady in the Van
- 2015: Die Frau in Gold (Woman in Gold)